# Basílica de San Giulio

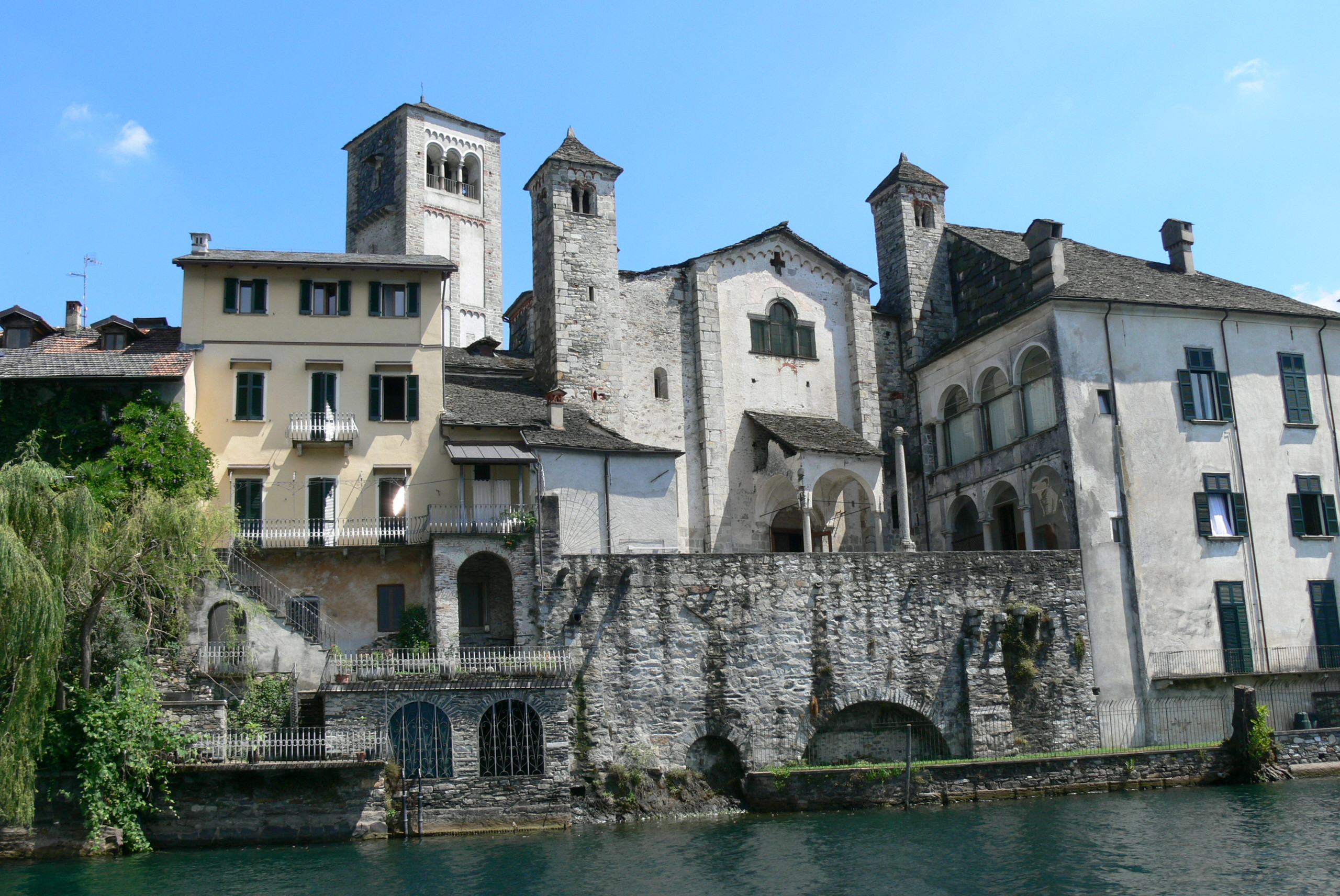
Exterior de la basílica

La Basílica de San Giulio es una iglesia católica en la pequeña Isola San Giulio en el centro del lago de Orta, provincia de Novara, al noroeste de Italia. Tiene el estatus de basílica menor. Aunque la isla es parte del municipio de Orta San Giulio, la basílica pertenece a la parroquia de San Giacomo, incluida la isla y una parte de la costa oeste del lago en el municipio de San Maurizio d'Opaglio .

## Historia

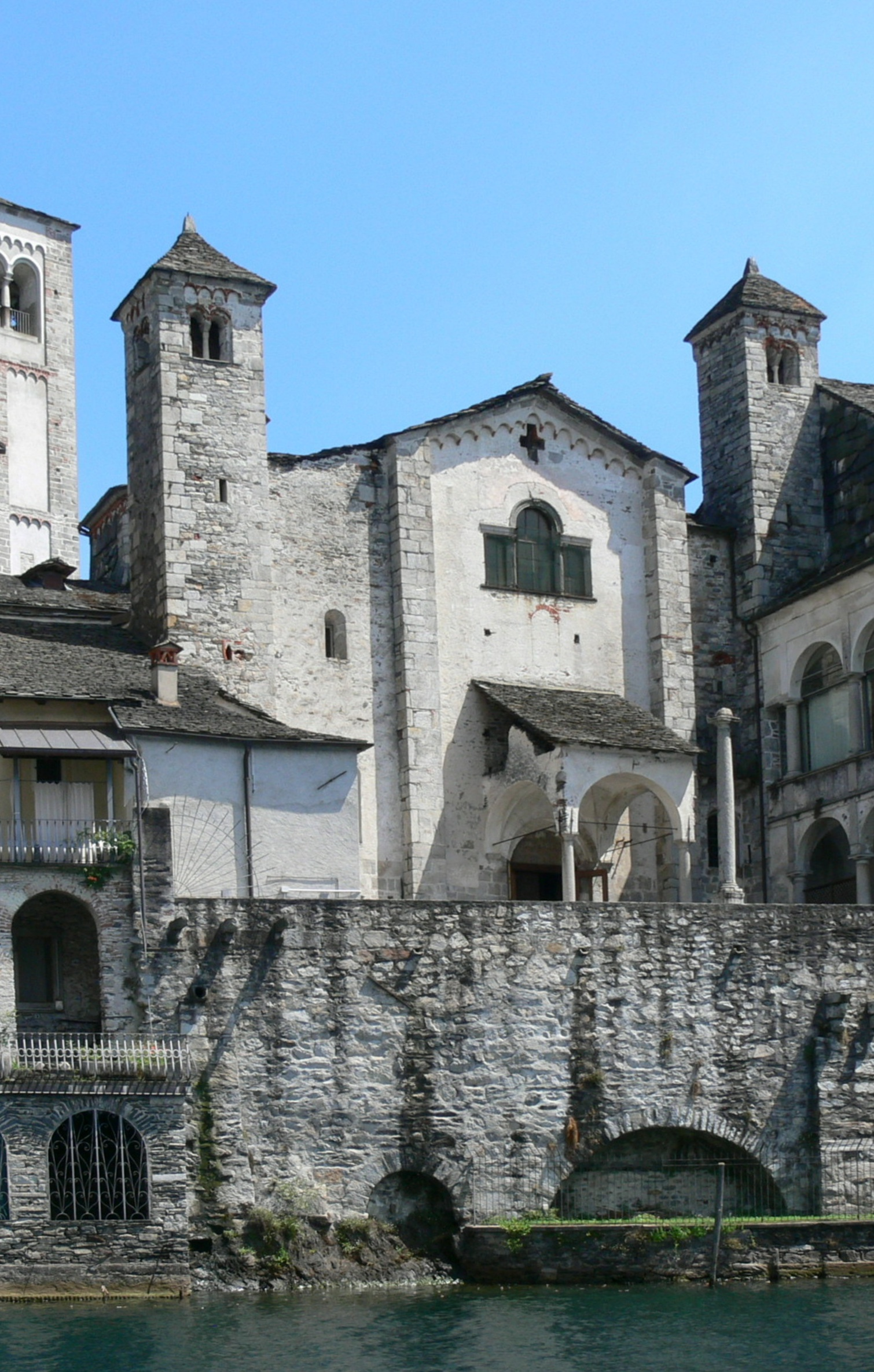
La fachada vista desde el lago

Según la tradición, fue la centésima y última iglesia fundada por Julio de Novara y su hermano Julián, ambos naturales de Egina en Grecia, quienes dedicaron sus últimos años a la evangelización de la zona del lago de Orta. Cuenta la leyenda que hacia el año 390 el santo llegó a la isla navegando con su capa y la liberó de los dragones (símbolos del paganismo); tras la derrota de los monstruos construyó una pequeña iglesia dedicada a los Doce Apóstoles.En la Alta Edad Media la posición estratégica hizo de la isla un importante punto defensivo; primero fue la morada de un duque lombardo y luego Berengario II de Italia construyó allí un castillo. La construcción del castillo se atribuye a veces a Onorato, obispo de Novara .
Las limitaciones militares y los daños sufridos durante los asedios condicionaron el desarrollo de la iglesia, algunas de cuyas estructuras fueron reutilizadas como edificios militares. La antigua torre octogonal del castillo, demolida en 1841 para permitir la construcción del seminario, fue probablemente construida sobre el baptisterio.
En las excavaciones arqueológicas realizadas en el interior de la iglesia se encontraron restos de una antigua basílica (siglos V a VI), una pequeña capilla orientada al norte con un solo ábside. Alrededor de un siglo después se construyó una nueva iglesia, más grande y correctamente orientada, todavía con un solo ábside. Se supone que las guerras se produjeron en el año 962, cuando la fortaleza (ocupada por la reina Willa, esposa de Berengario) fue asediada por Otón I, emperador del Sacro Imperio Romano Germánico; esto pudo dañar la iglesia de la Alta Edad Media. La iglesia moderna, construida en el siglo XII, es románica, con una nave central y dos naves laterales, pero fue modificada en los siglos siguientes.
En su interior se encuentra un precioso ambón románico del siglo XII (esculpido en mármol verde serpentina) sostenido por cuatro columnas más antiguas. Está decorado con los símbolos de los Cuatro Evangelistas, escenas de lucha entre el bien y el mal y una figura masculina que puede, según algunos, representar a Guillermo de Volpiano, nacido en la isla en el año 962.

### Exterior

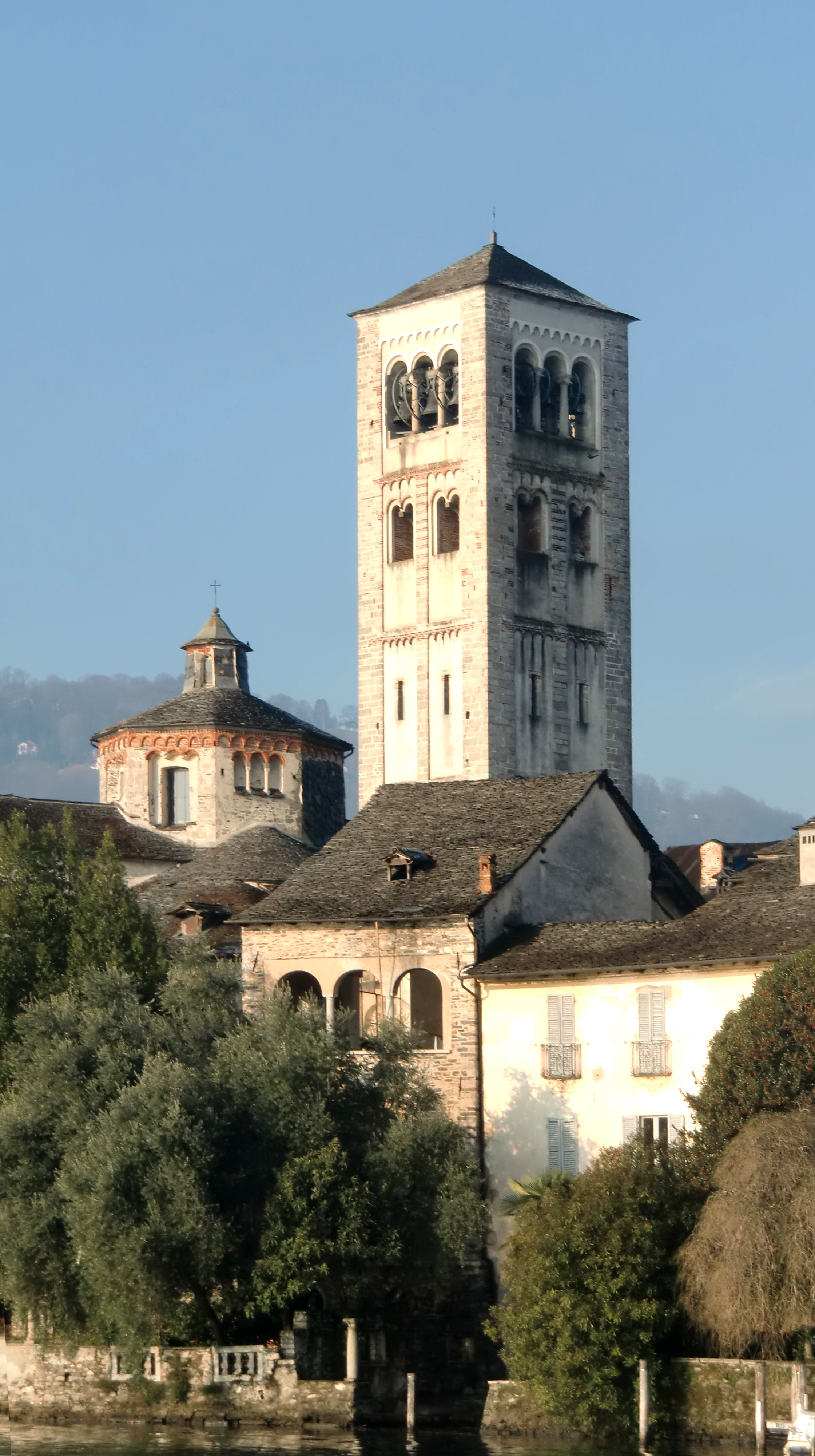
El campanario y la torre de la linterna.

La fachada de la iglesia es visible desde el lago o desde la plaza de enfrente, que ahora forma parte del monasterio de monjas benedictinas. Es de estilo románico, a pesar de las modificaciones acaecidas en el siglo XVI, que incluyen un pronaos y una ventana serliana encima. Dos pilastras enmarcan la entrada hasta el tejado: dividen la fachada en tres dejando entrever la estructura interior de la iglesia; en la parte central hay una ventana cruzada y una banda lombarda que recorre el tejado. Las dos partes laterales se rematan con torres (siglo XII) con ventanas ajimezadas y arquivoltas.
La entrada para los visitantes de la basílica se encuentra en el lado sur, casi totalmente oculta por el antiguo palacio episcopal (hoy monasterio de monjas); se accede a ella desde el embarcadero a través de un portal renacentista y una escalera abovedada. La basílica tiene tres ábsides (uno de ellos totalmente oculto por la sacristía); el central está construido con sillares y decorado con un friso lombardo.
La torre de la linterna octogonal data de la época románica, pero modificada a finales del siglo XVIII. El campanario está cerca de los ábsides y está decorado con ventanas ajimezadas en la parte superior. El estilo del campanario es similar al de la Abadía de Fruttuaria.

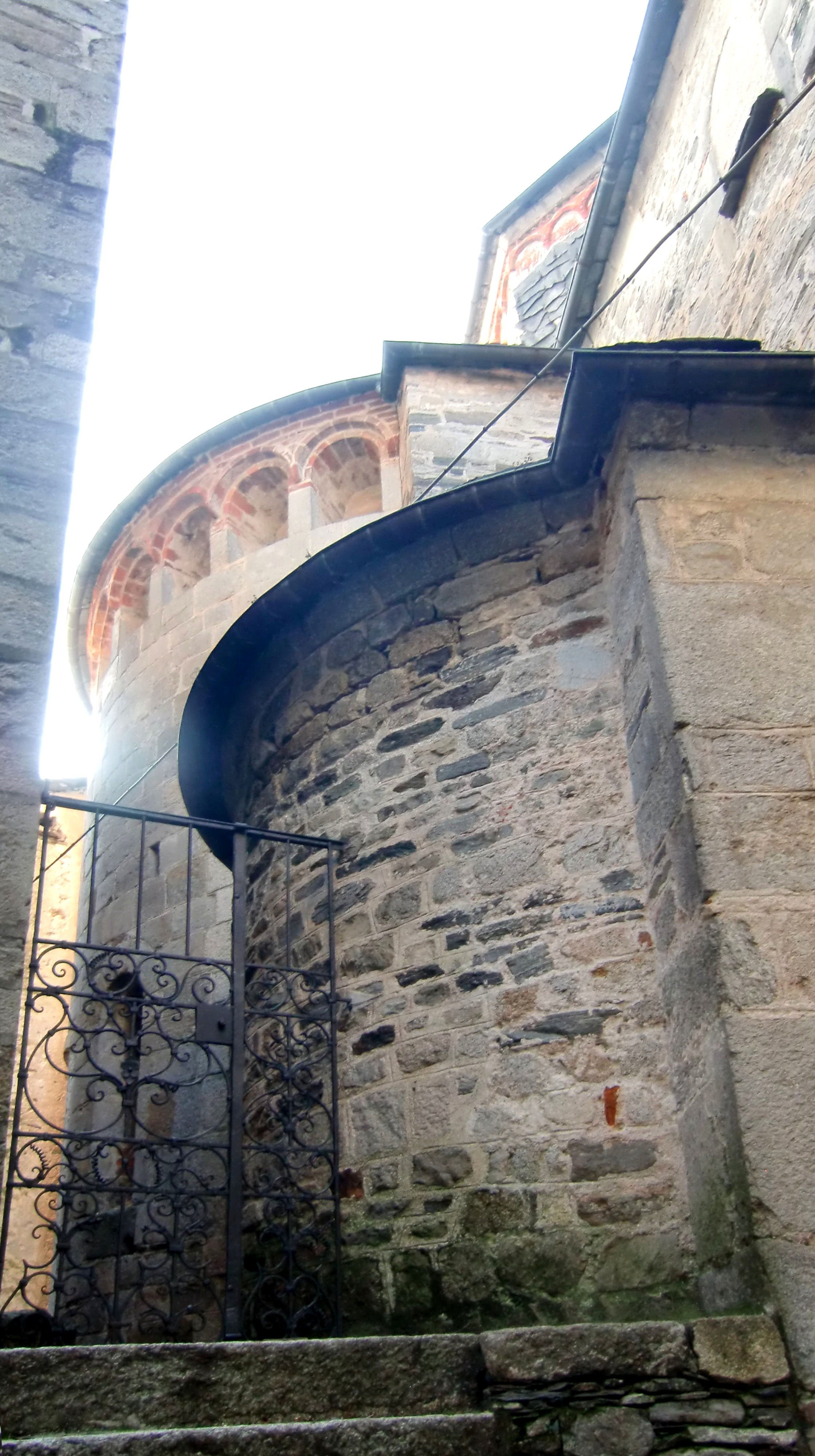
La zona del ábside.

### Interior

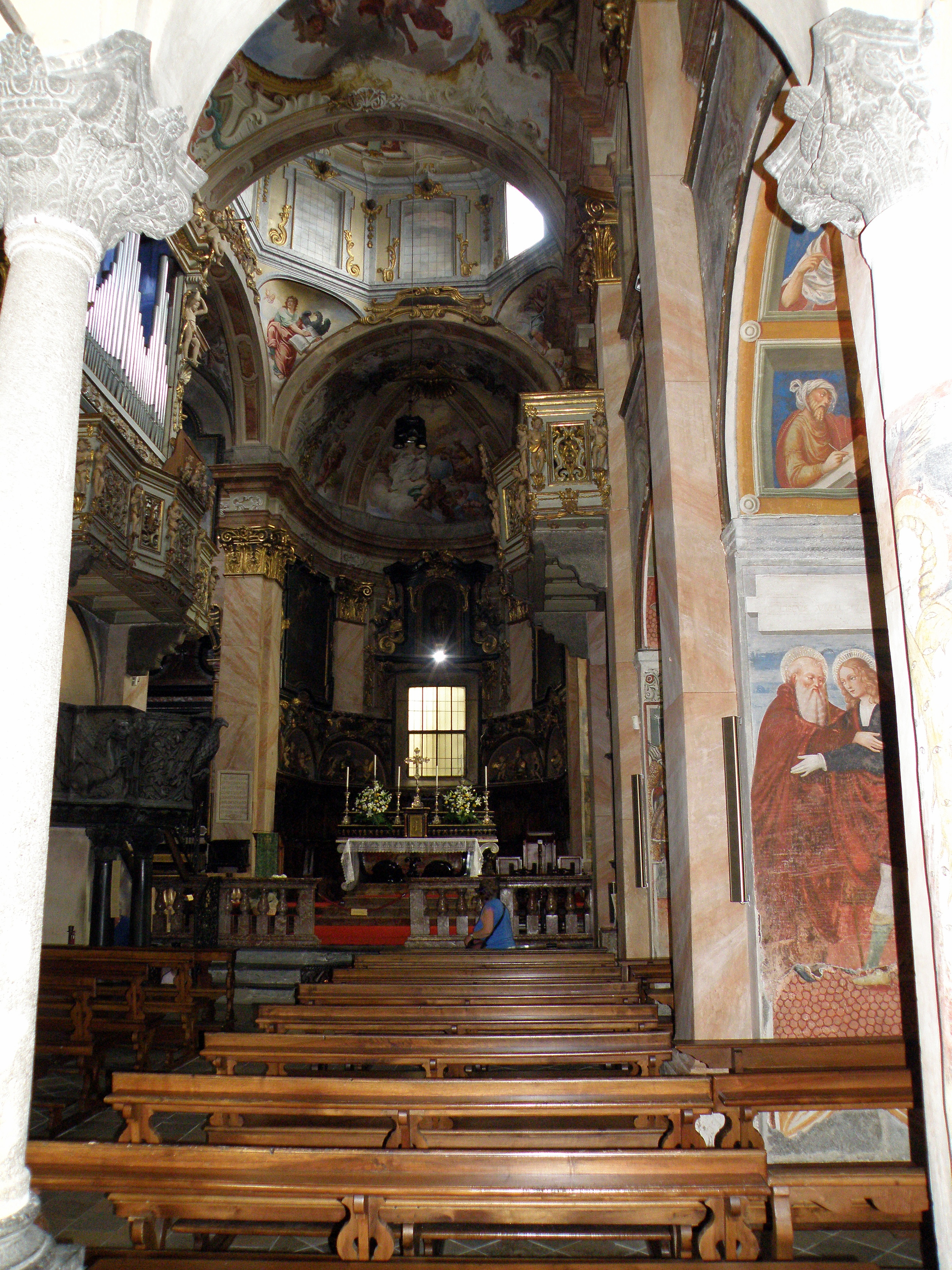
Interior

La nave central y las naves laterales de la basílica están cubiertas con bóvedas de crucería . Es posible ver las dos triforios en las navess: se accede a ellos desde dos escaleras de caracol situadas en el interior de los dos pequeños campanarios que flanquean la fachada.
Muchos de los otros elementos arquitectónicos se deben a la renovación del siglo XVII al XVIII: la construcción de un nártex interior que conecta las dos triforios y la construcción de la cripta (1697), con tres pequeñas naves que conservan los restos de San Julio. Se puede acceder a la cripta gracias a dos escaleras situadas a un lado del presbiterio en la superficie.
El aspecto barroco se debe a las decoraciones en la semicúpula del ábside y en las bóvedas de la nave central: hay frescos de Carlo Borsetti que representan la Trinidad, la Ascensión y la gloria de San Julio con Elías, Demetrio, Filiberto de Jumièges y Audenzio, todos enterrado en la iglesia junto con el santo patrón. En la capilla de la izquierda (llamada capilla de la Asunción) hay una pintura de Francesco del Cairo de la Asunción de María; en el crucero se encuentra el gran lienzo San Julio al encuentro de San Audenzio de Giuseppe Zanatta y San Julio sometiendo al lobo de Giorgio Bonola.
Las piezas de arte más antiguas están representadas por el ambón románico y por los frescos de las paredes de las naves laterales y de los pilares de la iglesia, que datan de los siglos XIV a XVI.
En la capilla al fondo de la nave izquierda, sobre el altar se encuentra el hermoso grupo de madera que representa el Calvario con las estatuas de la Virgen María, el Apóstol Juan y el crucifijo.

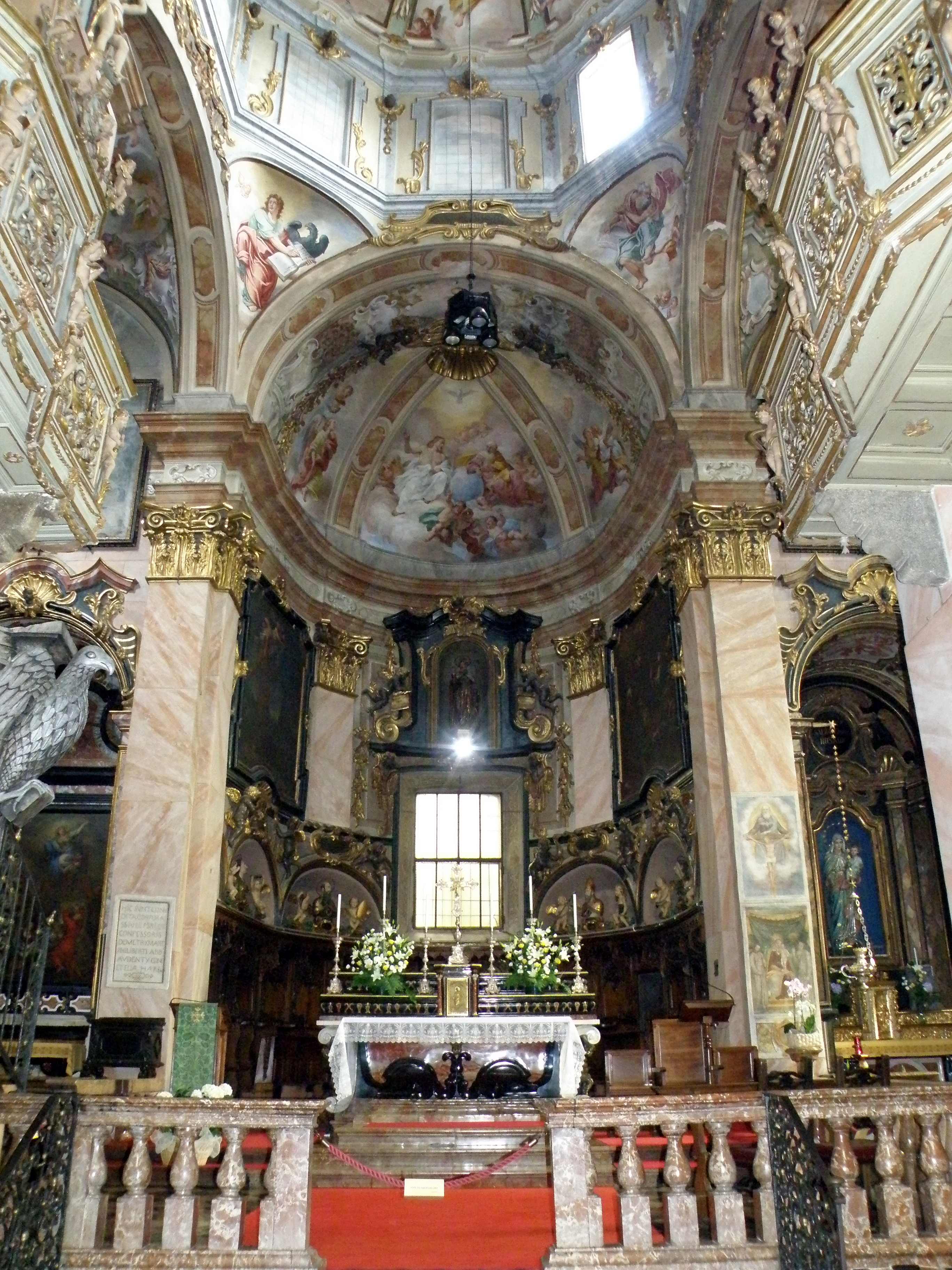
El ábside
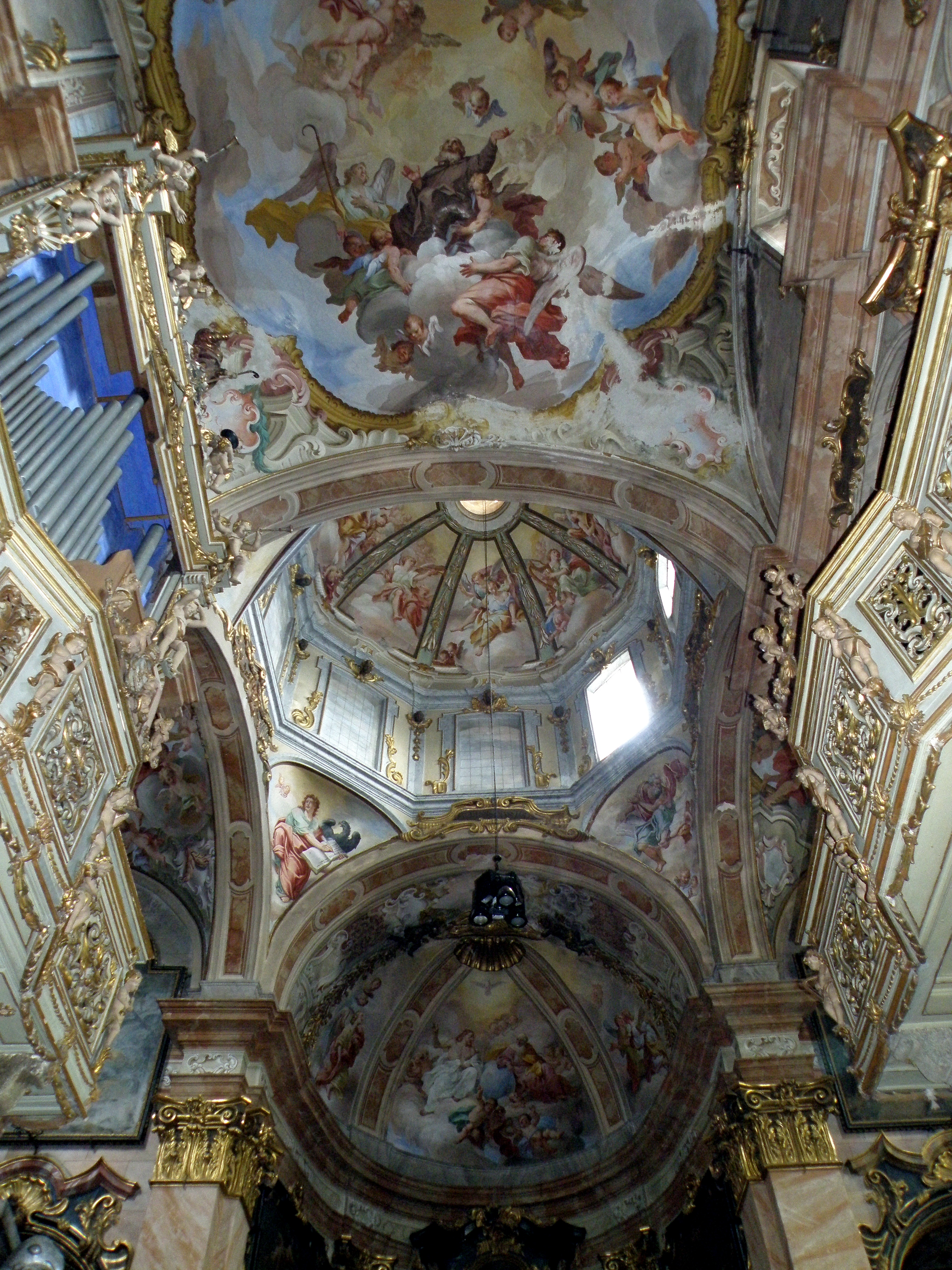
Los frescos de la bóveda y la cúpula
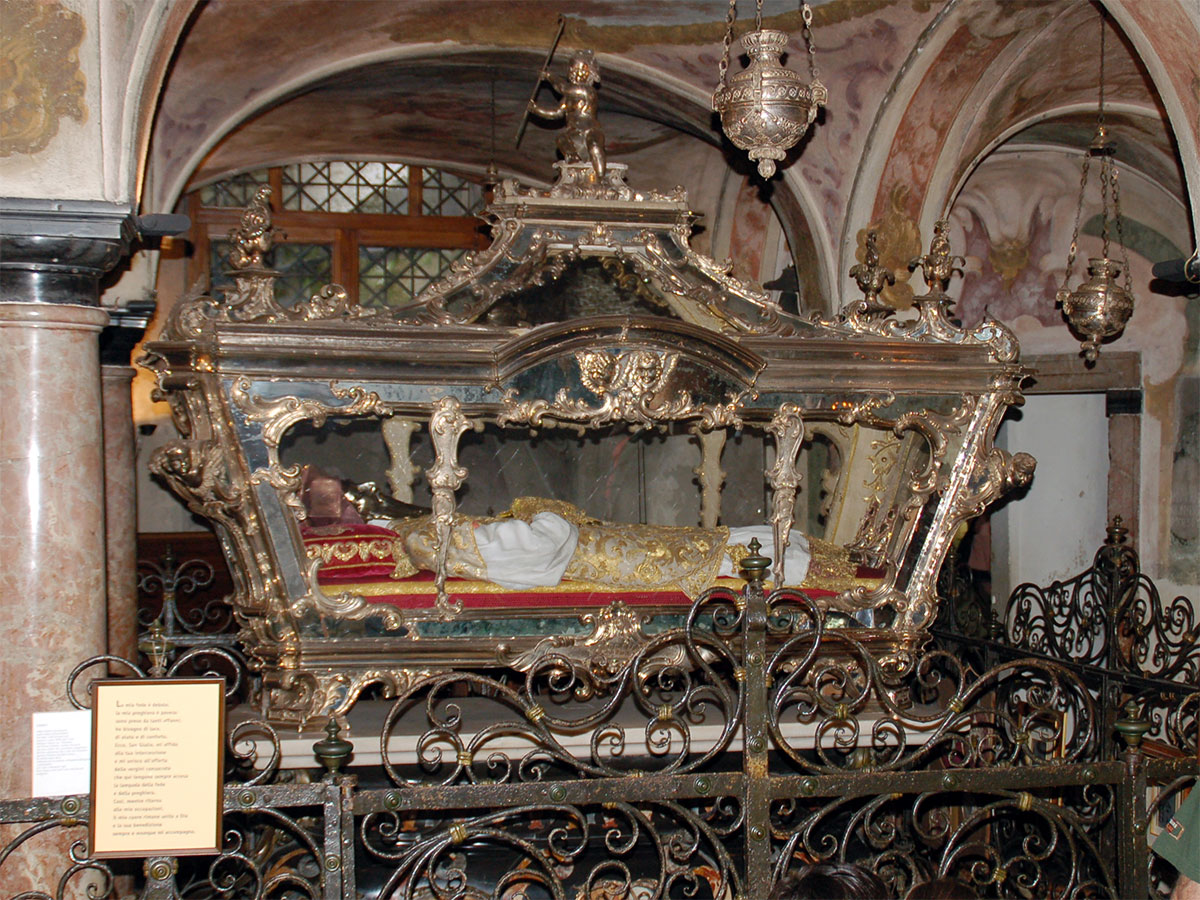
Relicario de San Julio

#### El ambón románico

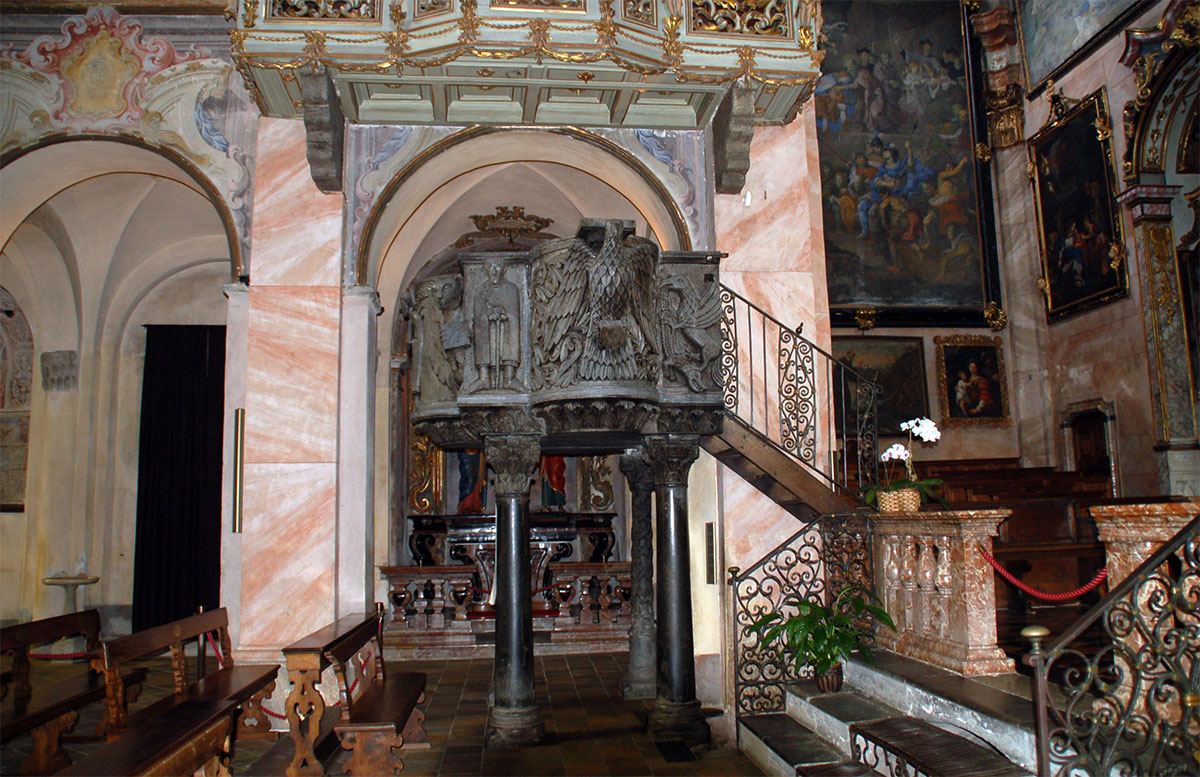
El ambón románico (principios del)

Construido en serpentina gris verdosa procedente de la cercana cueva de Oira, data de principios del siglo XII. Tiene un dibujo cuadrado con cuatro columnas que sostienen el parapeto, cuya base está decorada con hojas de acanto. Las cuatro columnas son diferentes entre sí: dos tienen el fuste liso, mientras que las otras dos están decoradas con motivos retorcidos: destacan los capiteles decorados con hojas y cabezas de animales. En el antepecho, en sentido contrario a las agujas del reloj, están representados: un centauro con arco cazando un ciervo acosado por dos fieras; el tetramorfo y un grifo mordiendo la cola de un cocodrilo. Las dos escenas de lucha, con figuras típicas de los bestiarios medievales, significan la lucha entre el bien y el mal.

Entre el león de Marcos el evangelista y el águila de Juan el evangelista hay una figura masculina con una capa y las manos colocadas sobre un bastón en forma de tau: muchos críticos han discutido quién podría ser la figura; una interpretación sugiere que se trata de Guillermo de Volpiano, nacido en la isla y venerado como santo.

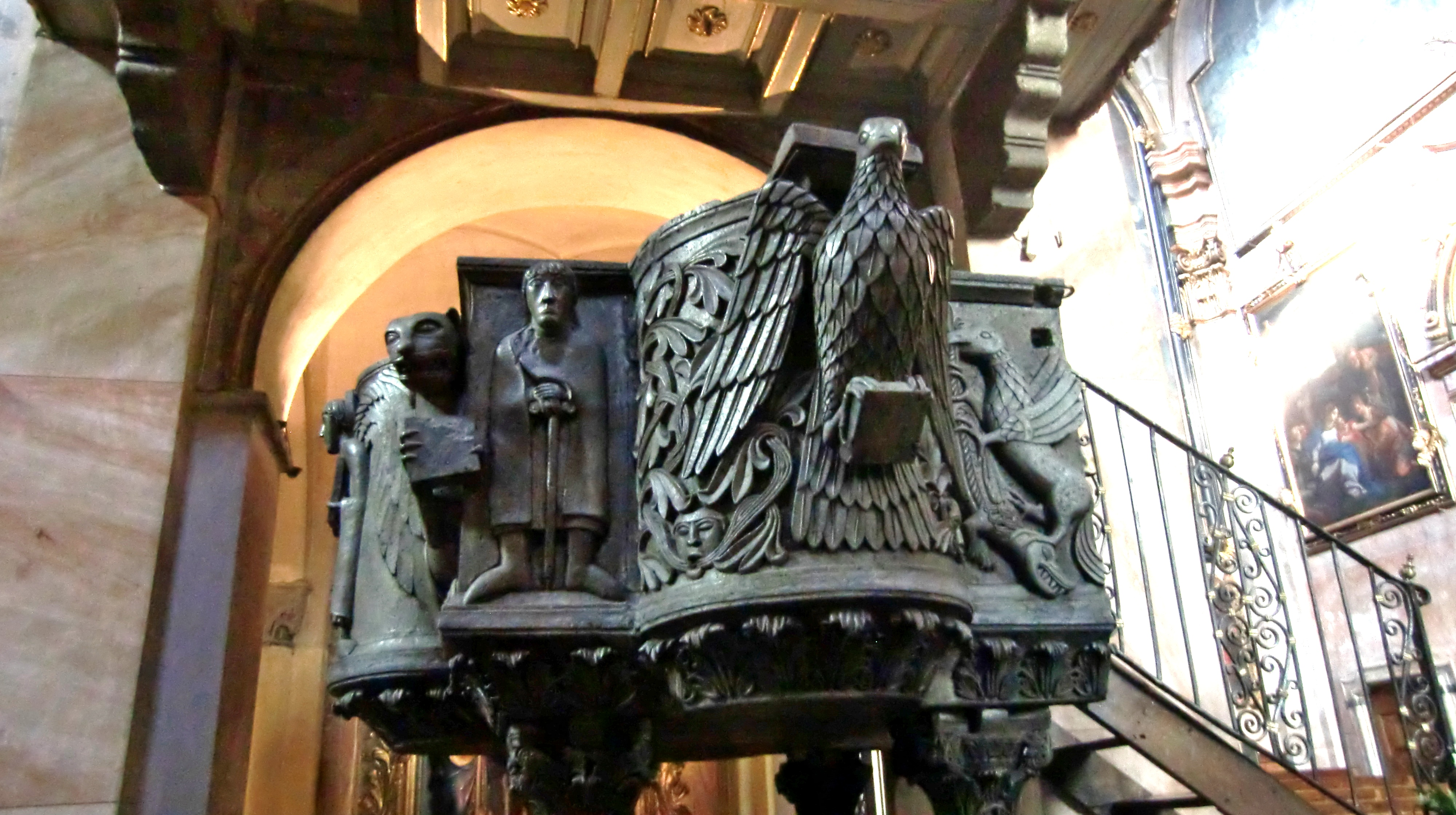
Parte del ambón
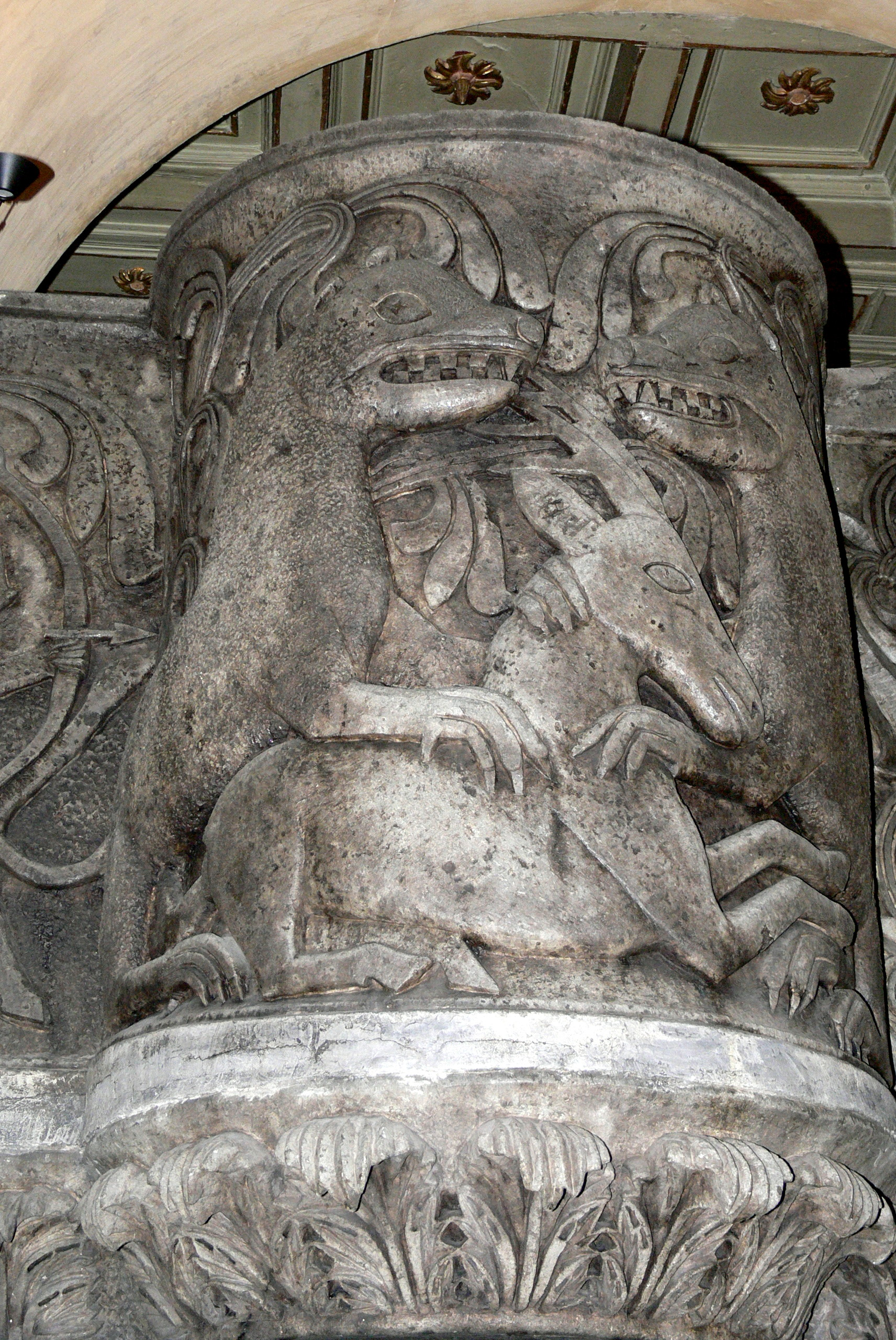
Ciervo acosado por dos fieras
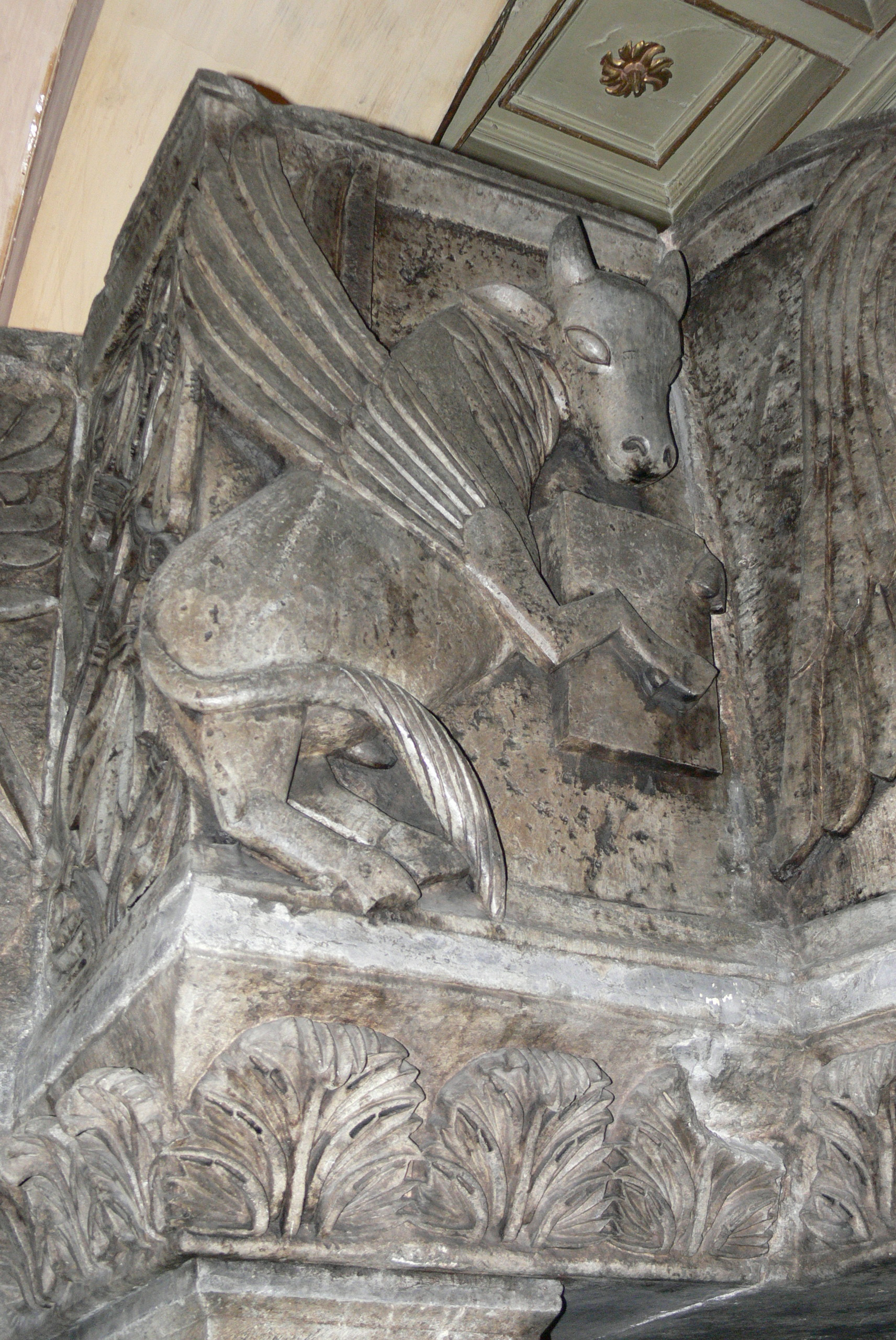
El buey, símbolo del evangelista Lucas
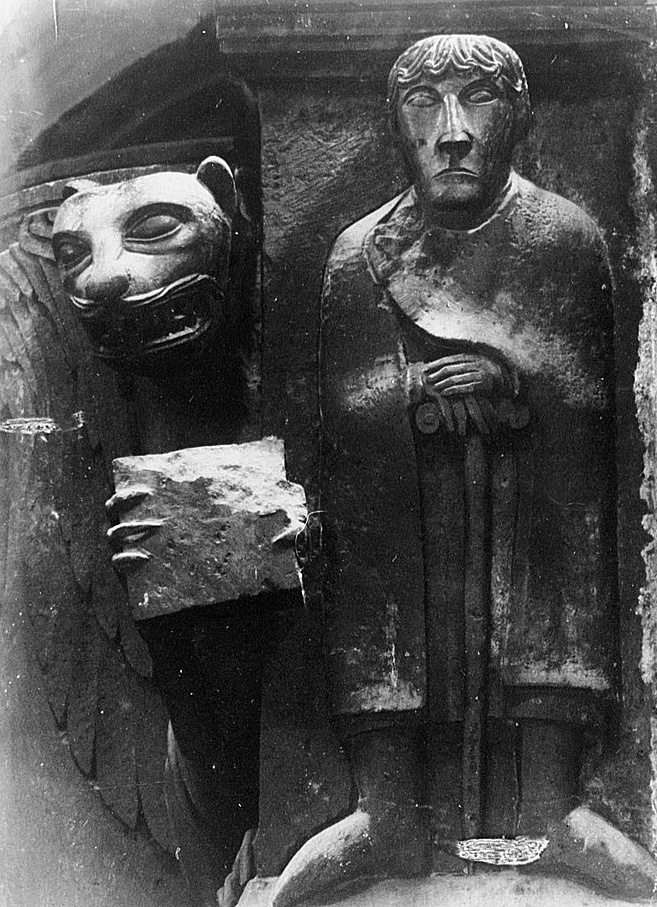
Guillermo de Volpiano
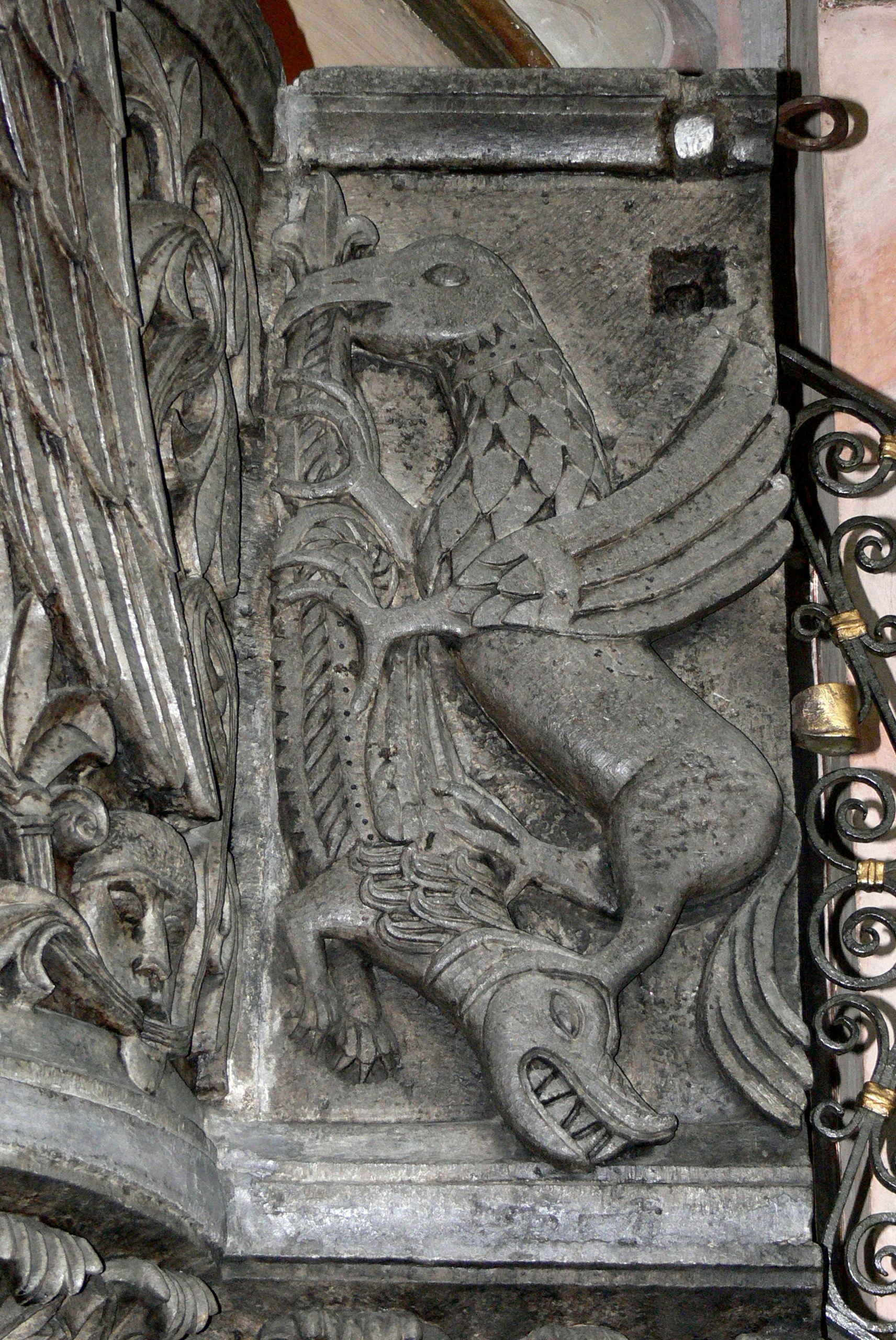
Lucha entre un grifo y un cocodrilo

#### Los frescos en los pasillos

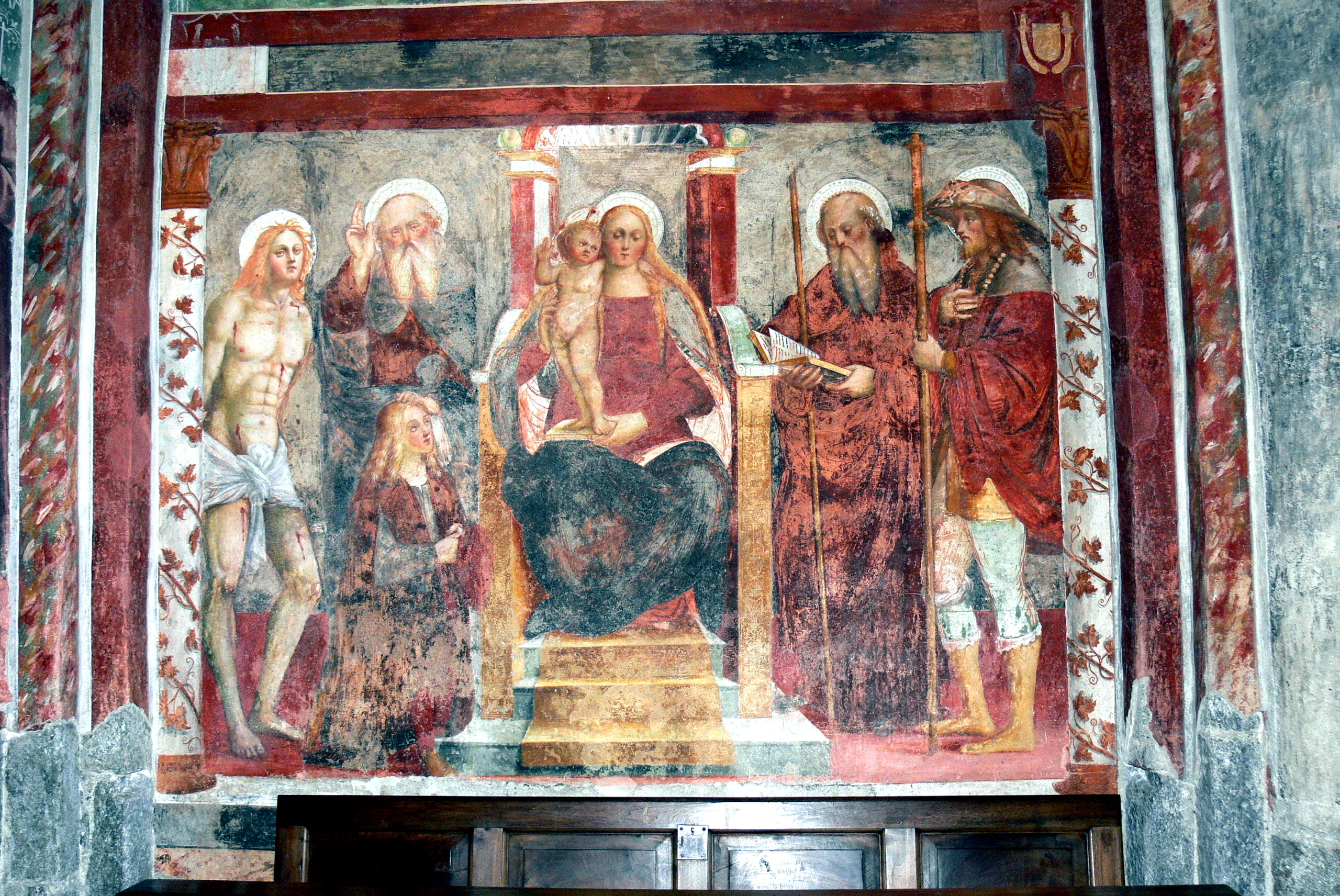
Sperindio Cagnola, la Virgen en el trono con el niño Jesús entre los santos Sebastián, Santiago, Julio y San Roque y un devoto

En las paredes de las naves hay muchos frescos pintados como acción de gracias por los comisionados: estas pinturas fueron realizadas entre la segunda mitad del siglo XIV y principios del siglo XVI.
La pintura más antigua es probablemente el Mártir de San Lorenzo en el segundo pilar izquierdo. En los pilares también están Antonio el Grande, Martín de Tours, Domninus de Fidenza, San Cristóbal, Julio de Novara, Audenzio, Dorotea de Cesarea, Fermo, Santa Apolonia, San Nicolás, Leonardo de Noblac . Los dos frescos San Fermo y Santa Apolonia y San Julio abrazando a San Audenzio están claramente inspirados en el estilo de Gaudenzio Ferraris.
En el segundo y tercer tramo de la nave derecha hay frescos realizados por pintores de Novara a finales del siglo XV o principios del siglo XVI.
En el segundo tramo derecho: en las bóvedas de crucería Doctores de la Iglesia con los símbolos de los Evangelistas; en la pared La Virgen María en el trono con el niño Jesús entre San Sebastián, Santiago, San Julio, San Roque y un devoto . 
En el tercer tramo hay frescos que datan del siglo XV. En las bóvedas de crucería Doctores de la Iglesia; en la pared Natividad de Jesús, San Cosme y San Damián, San Sebastián, San Roque, Santiago, Catalina de Alejandría y San Blas 

En el muro de la nave izquierda hay un gran fresco que representa en la parte superior la Trinidad y en la parte inferior las Historias de San Julio .

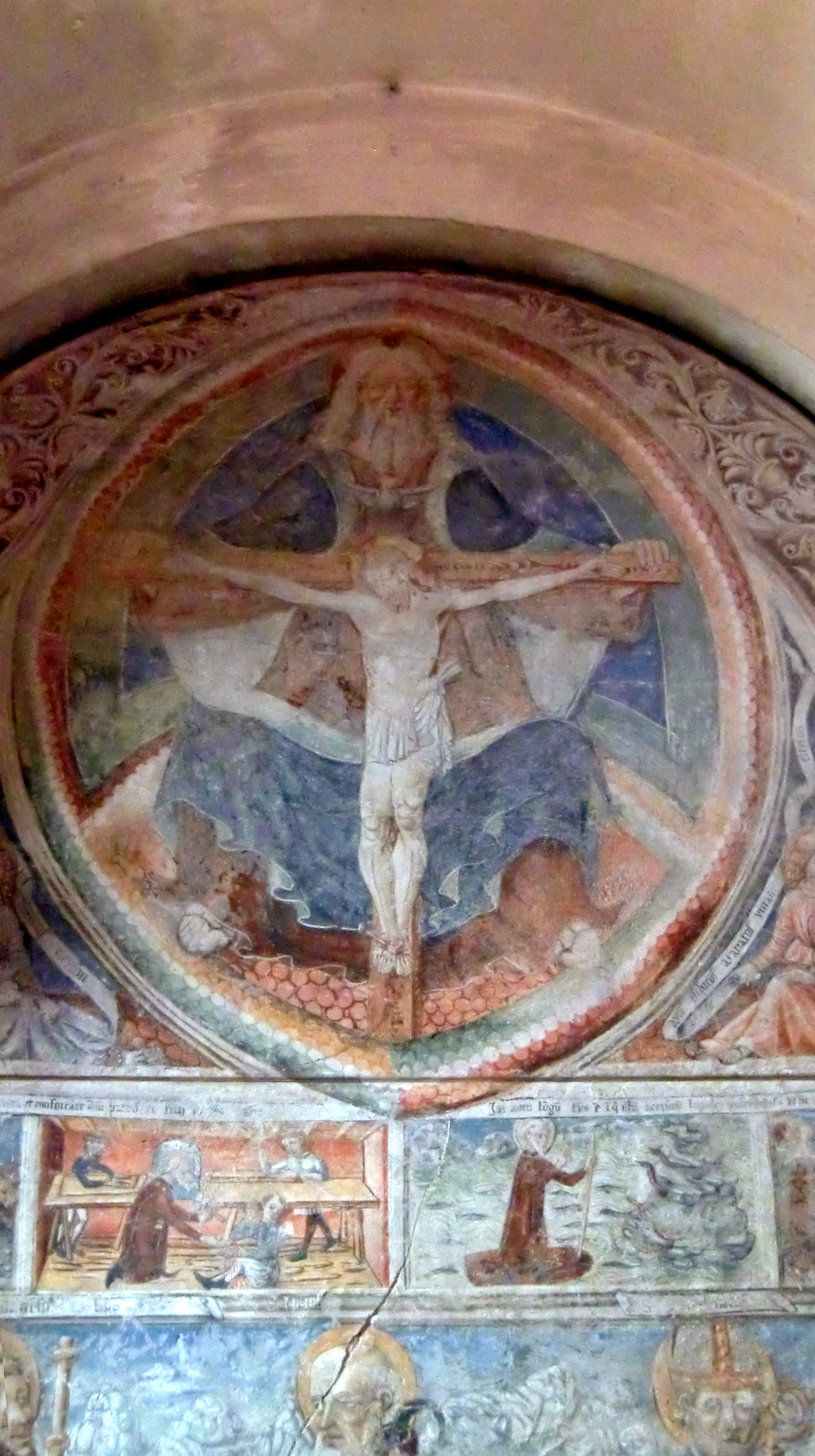
Trinidad y Escenas de la vida de San Julio, pared de la nave izquierda, siglo XV
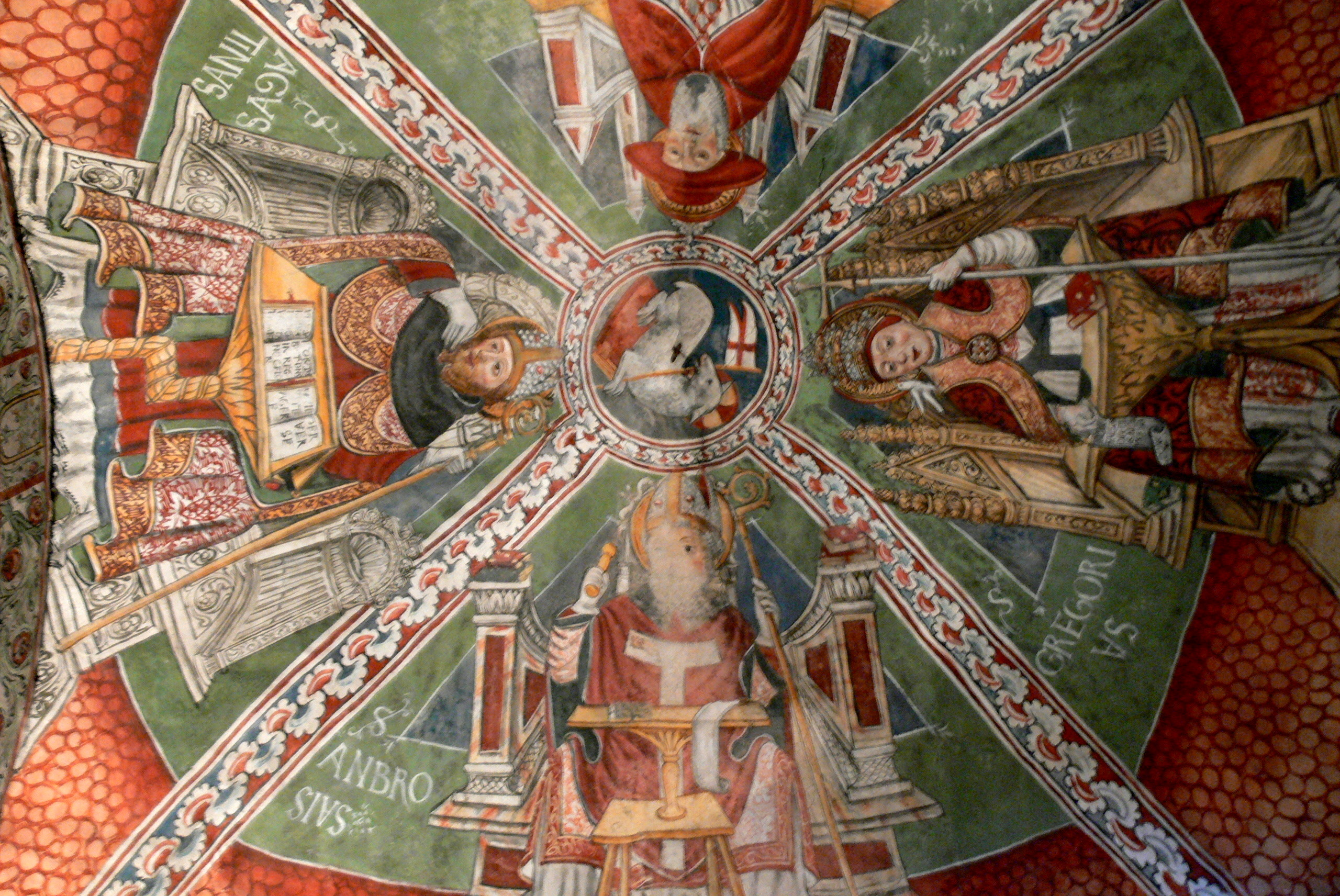
Tommaso Cagnola (?), Doctores de la Iglesia, bóveda
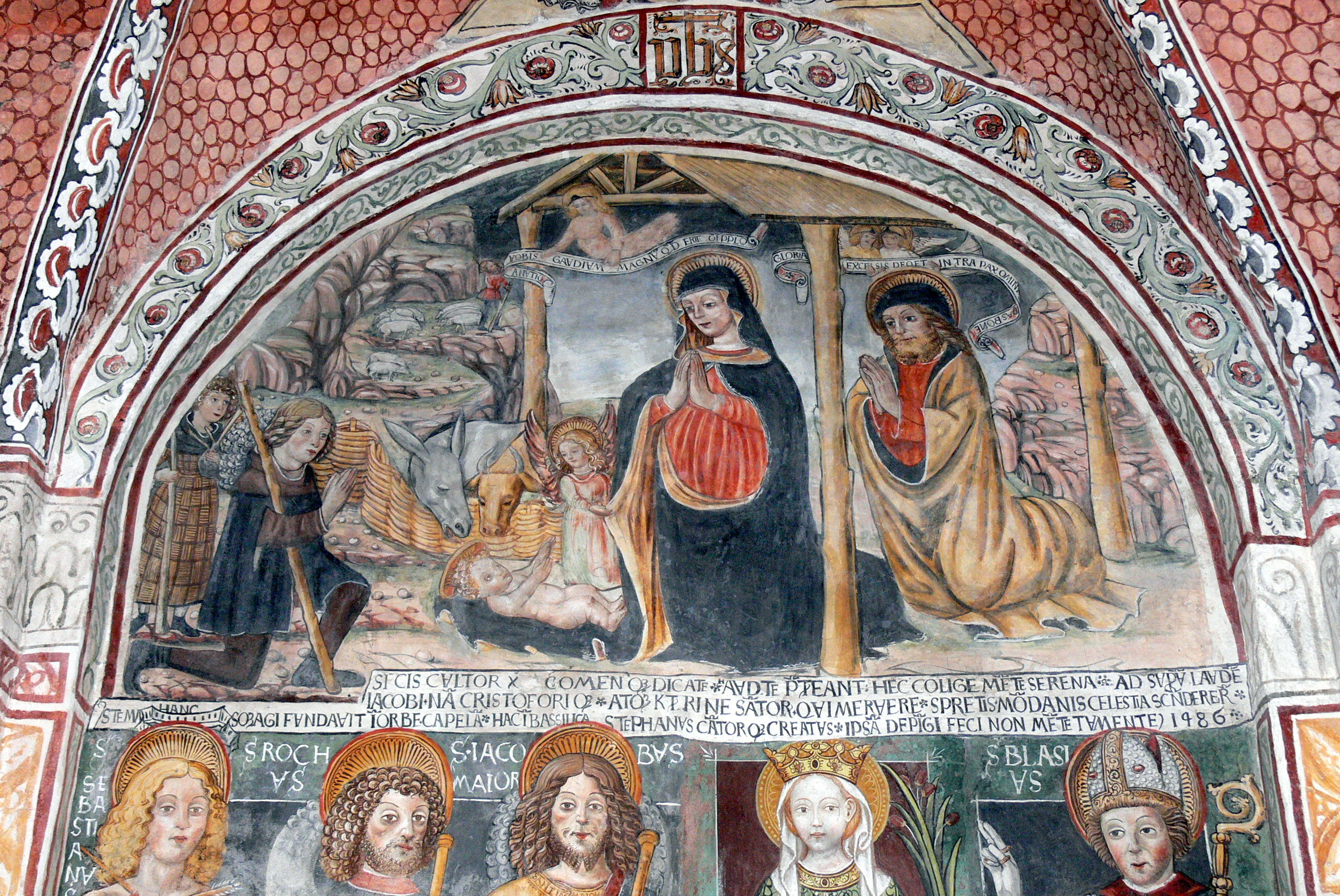
Tommaso Cagnola (?), Natividad, 1486
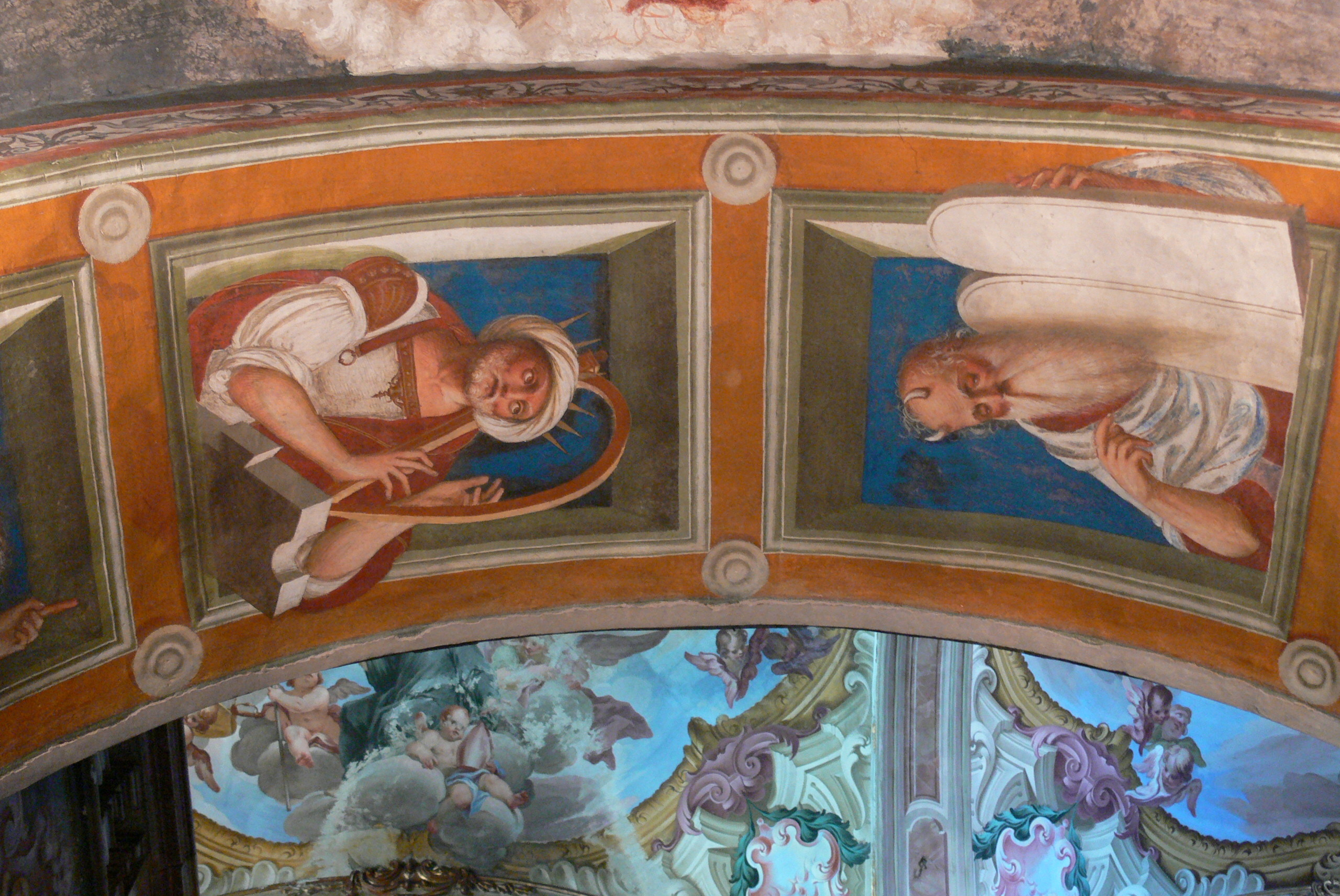
Los profetas David y Moisés
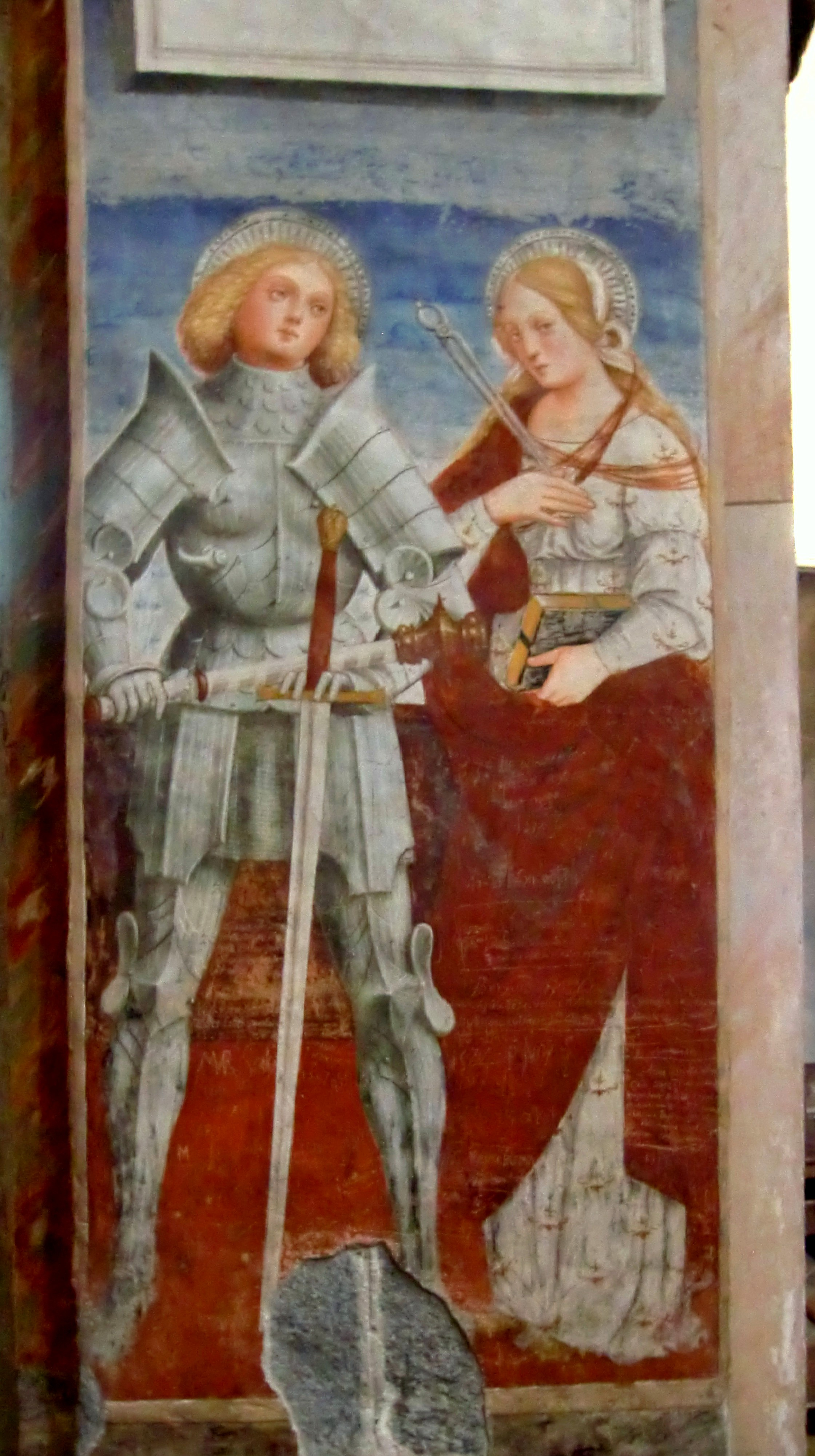
San Fermo y Santa Apolonia, pilar de la nave izquierda

### Órgano
A lo largo de la pared izquierda de la nave central se encuentra el órgano de tubos realizado por Mascioni. El instrumento tiene dos consolas, ambas con teclados de 58 notas y un teclado de pedales de 30 notas.